# Rolling Loud
A Rolling Loud egy nemzetközi hiphop fesztivál, amely a világ számos pontján nagy sikert aratott. Az első Rolling Loud 2015-ben látott napvilágot Miamiban, de napjainkban már a világ legsikeresebb fesztiváljai közé sorolhatjuk.. Története az alapítók, Tariq Cherif és Matt Zingler által megálmodott, a hip-hop kultúra fejlődését és az alapítók elkötelezettségét dokumentálja. Ez az esszé bemutatja a Rolling Loud lenyűgöző útját, a szerény kezdetektől a jelenlegi globális jelentőségéig.

## Kezdetek és az első évek
A Rolling Loud eredete visszavezethető Miami, Florida-ba, ahol Tariq Cherif és Matt Zingler, két fiatal zene rajongó megosztotta a hip-hop szcéna növekvő tehetségének bemutatására irányuló vízióját. 2015-ben valósították meg ezt a víziót a Rolling Loud első kiadásával. A fesztivált a Soho Studiosban rendezték meg, ahol olyan feltörekvő művészek léptek fel, mint Schoolboy Q, Juicy J és Travis Scott. Bár számos logisztikai kihívással és pénzügyi korlátokkal szembesültek, a Rolling Loud első kiadása óriási sikert aratott, több ezres közönséget vonzott és kritikai elismerést szerzett a rajongók és a művészek körében egyaránt. Cherif és Zingler elszánt elkötelezettsége és a grassroots marketing erőfeszítései kulcsfontosságú szerepet játszottak a Rolling Loud fesztivál a zenei fesztiválok körében való sikeres megjelenésében.

## A Rolling Loud terjeszkedése
Az első kiadás sikere alapján Cherif és Zingler célul tűzte ki a Rolling Loud kiterjesztését Miamin kívül is. 2017-ben megszervezték a fesztivál első kiadását Florida határain kívül, a San Francisco-öböl ben. Ez volt a Rolling Loud új piacok felé történő bővülésének kezdete, ide tartozott Los Angeles, New York City és nemzetközi szinten Portugália és Ausztrália is.

## Fesztiválok

### Miami
| Szám      | Év   | Dátum        | Hely                                   | Résztvevők                                            | Forrás      |
| --------- | ---- | ------------ | -------------------------------------- | ----------------------------------------------------- | ----------- |
| 1.        | 2015 | február 28   | Soho Studios, Miami                    | Schoolboy Q Juicy J A$AP Ferg                         | [ 2 ]       |
| 2.        | 2016 | május 6–7    | Mana Wynwood Production Village, Miami | Future Young Thug                                     | [ 3 ]       |
| 3.        | 2017 | május 5–7    | Bayfront Park, Miami                   | Kendrick Lamar Future Lil Wayne                       | [ 4 ]       |
| 4.        | 2018 | május 11–13  | Hard Rock Stadion, Miami Gardens       | J. Cole Travis Scott Future                           | [ 5 ]       |
| 5.        | 2019 | május 10–12  | Hard Rock Stadion, Miami Gardens       | Migos Travis Scott Kid Cudi                           | [ 6 ]       |
| Cancelled | 2020 | május 8–10   | Hard Rock Stadion, Miami Gardens       | ASAP Rocky Travis Scott Post Malone                   | [ 7 ] [ 8 ] |
| 6.        | 2021 | július 23–25 | Hard Rock Stadion, Miami Gardens       | ASAP Rocky Travis Scott Post Malone                   | [ 9 ]       |
| 7.        | 2022 | július 22–24 | Hard Rock Stadion, Miami Gardens       | Kanye West (cancelled) Kid Cudi Future Kendrick Lamar | [ 10 ]      |
| 8.        | 2023 | július 21–23 | Hard Rock Stadion, Miami Gardens       | Playboi Carti Travis Scott ASAP Rocky                 | [ 11 ]      |

### Kalifornia
| Szám             | Év   | Dátum            | Hely                                                                            | Résztvevők                                       | Forrás        |
| ---------------- | ---- | ---------------- | ------------------------------------------------------------------------------- | ------------------------------------------------ | ------------- |
| 1. (Bay Area)    | 2017 | október 21–22    | Shoreline Festival Grounds, Mountain View (Kalifornia)                          | Travis Scott Lil Wayne Schoolboy Q               | [ 12 ]        |
| 1. (Southern)    | 2017 | december 16–17   | NOS Events Center, San Bernardino (Kalifornia)                                  | Schoolboy Q Future                               | [ 13 ]        |
| 2. (Bay Area)    | 2018 | szeptember 15–16 | Oakland Coliseum Grounds, Oakland (Kalifornia)                                  | Wiz Khalifa Rae Sremmurd Travis Scott            | [ 14 ]        |
| 2. (Los Angeles) | 2018 | december 14–15   | Banc of California Stadion Grounds and Exposition Park, Los Angeles, Kalifornia | Post Malone Lil Wayne Cardi B Lil Uzi Vert       | [ 15 ]        |
| 3. (Bay Area)    | 2019 | szeptember 28–29 | Oakland Coliseum Grounds, Oakland (Kalifornia)                                  | Future G-Eazy Migos Lil Uzi Vert                 | [ 16 ]        |
| 3. (Los Angeles) | 2019 | december 14–15   | Banc of California Stadion Grounds and Exposition Park, Los Angeles, Kalifornia | Chance the Rapper Lil Uzi Vert Future A$AP Rocky | [ 17 ]        |
| 4.               | 2021 | december 10–12   | NOS Events Center, San Bernardino (Kalifornia)                                  | J. Cole Kid Cudi Future                          | [ 18 ]        |
| 5.               | 2023 | március 3–5      | Hollywood Park Grounds, Inglewood (Kalifornia)                                  | Playboi Carti Travis Scott Future                | [ 19 ]        |
| 6.               | 2024 | március 14–17    | Hollywood Park Grounds, Inglewood (Kalifornia)                                  | ¥$ Nicki Minaj Post Malone Future & Metro Boomin | [ 20 ] [ 21 ] |

### New York
| Szám | Év   | Dátum            | Hely                              | Résztvevők                                                  | Forrás |
| ---- | ---- | ---------------- | --------------------------------- | ----------------------------------------------------------- | ------ |
| 1.   | 2019 | október 12–13    | Citi Field, Queens, New York City | Travis Scott Meek Mill Wu-Tang Clan A$AP Rocky Lil Uzi Vert | [ 22 ] |
| 2.   | 2021 | október 28–30    | Citi Field, Queens, New York City | 50 Cent J. Cole Travis Scott                                | [ 23 ] |
| 3.   | 2022 | szeptember 23–25 | Citi Field, Queens, New York City | Nicki Minaj A$AP Rocky Future                               | [ 24 ] |

### Ausztrália
| Szám | Év   | Dátum     | Hely                                   | Résztvevők | Forrás |
| ---- | ---- | --------- | -------------------------------------- | ---------- | ------ |
| 1.   | 2019 | január 27 | Sydney Olympic Park, Sydney, Australia | Future     | [ 25 ] |

### Portugália
| Szám      | Év   | Dátum       | Hely                               | Résztvevők                           | Forrás |
| --------- | ---- | ----------- | ---------------------------------- | ------------------------------------ | ------ |
| Cancelled | 2020 | július 8–10 | Praia da Rocha, Portimão, Portugal | A$AP Rocky Future Wiz Khalifa        | [ 26 ] |
| 1.        | 2022 | július 6–8  | Praia da Rocha, Portimão, Portugal | J. Cole A$AP Rocky Future            | [ 27 ] |
| 2.        | 2023 | július 5–7  | Praia da Rocha, Portimão, Portugal | Travis Scott Playboi Carti Meek Mill | [ 28 ] |

### Toronto
| Szám | Év   | Dátum           | Hely                           | Résztvevők         | Forrás |
| ---- | ---- | --------------- | ------------------------------ | ------------------ | ------ |
| 1.   | 2022 | szeptember 9–11 | Ontario Place, Toronto, Canada | Dave Future Wizkid | [ 29 ] |

### Rotterdam
| Szám | Év   | Dátum            | Hely                                 | Résztvevők                  | Forrás |
| ---- | ---- | ---------------- | ------------------------------------ | --------------------------- | ------ |
| 1.   | 2023 | June 30–július 1 | Rotterdam Ahoy, Rotterdam, Hollandia | Kendrick Lamar Travis Scott | [ 30 ] |

### Németország
| Szám | Év   | Dátum      | Hely                                     | Résztvevők                         | Forrás |
| ---- | ---- | ---------- | ---------------------------------------- | ---------------------------------- | ------ |
| 1.   | 2023 | július 7–9 | Neue Messe München, München, Németország | Wizkid Kendrick Lamar Travis Scott | [ 31 ] |

### Thaiföld
| Szám | Év   | Dátum         | Hely                           | Résztvevők                       | Forrás        |
| ---- | ---- | ------------- | ------------------------------ | -------------------------------- | ------------- |
| 1.   | 2023 | április 13–15 | Legend Siam, Pattaja, Thaiföld | Cardi B Chris Brown Travis Scott | [ 32 ] [ 33 ] |